# Leeraner Miniaturland
Leeraner Miniaturland ist der Name einer über 1500 Quadratmeter großen, im Wachstum begriffenen Modellbaulandschaft in der niedersächsischen Stadt Leer. Es ist eine der größten Modellanlagen Deutschlands. Betreiber ist die Leeraner Miniaturland LM GmbH. Die Modellbaulandschaft befindet sich am westlichen Stadtrand von Leer, vom Emsdeich nur durch den Autobahnzubringer getrennt, in eigens für diesen Zweck errichteten Hallen. Im Indoor-Bereich werden Teile der Regionen Ostfriesland, Emsland und Ammerland sowie die Stadt Oldenburg gezeigt. Seit dem Frühjahr 2018 sind in den Innenbereich des Leeraner Miniaturwunderlands weite Teile der ehemaligen Modellanlage Loxx integriert, die davor im Berliner Kaufhaus Alexa zu sehen war. Auch im Außenbereich des Leeraner Miniaturlandes werden Attraktionen angeboten. 
Die Anlage wurde am 25. Juni 2011 eröffnet. Im Frühjahr 2015 begann die Erweiterung der Anlage in einem zweiten Gebäude um über 2000 Quadratmeter.

## Ausstellungsbereiche

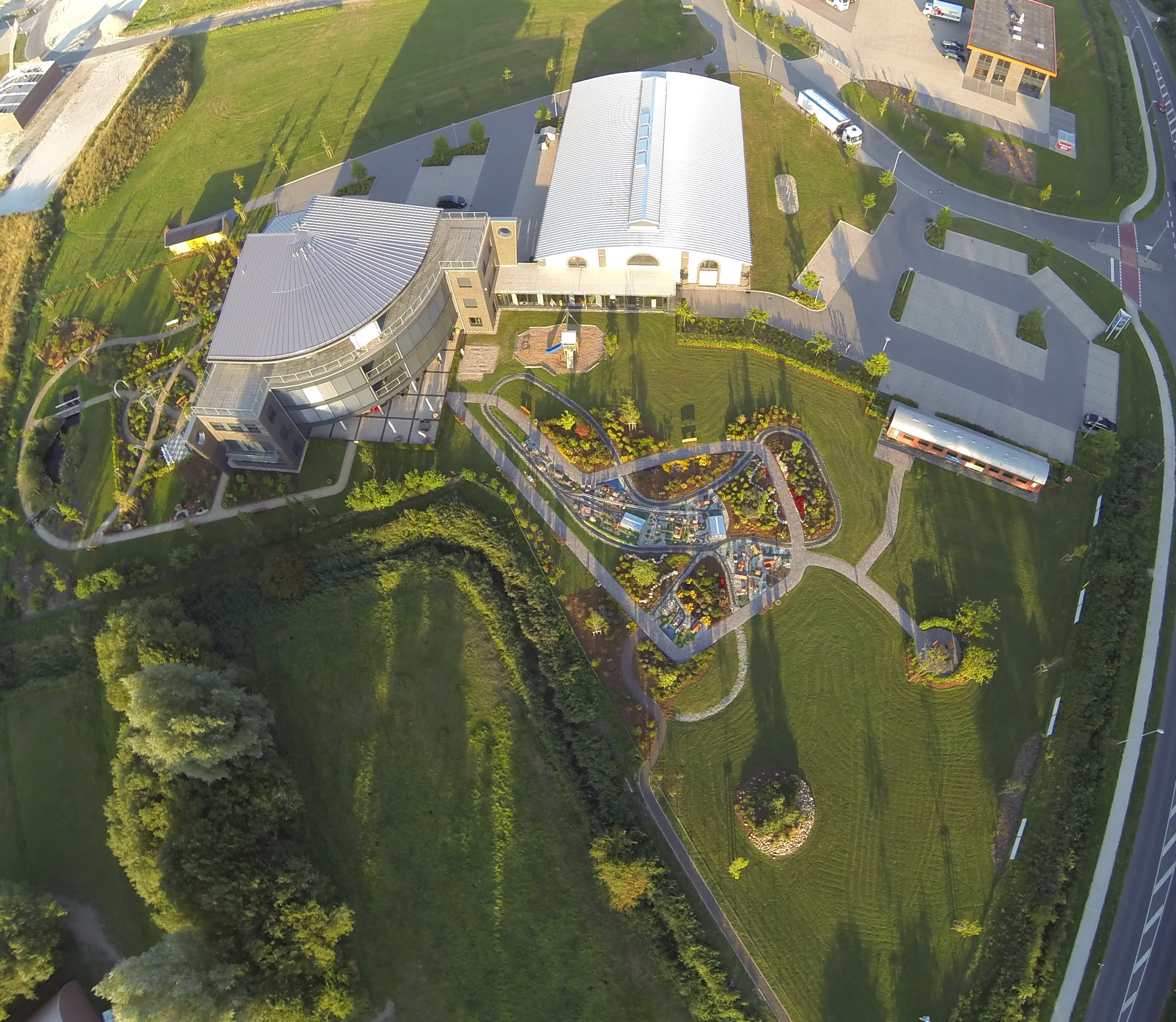
Gelände des Leeraner Miniaturlandes 2013 (am frühen Abend aufgenommenes Luftbild)

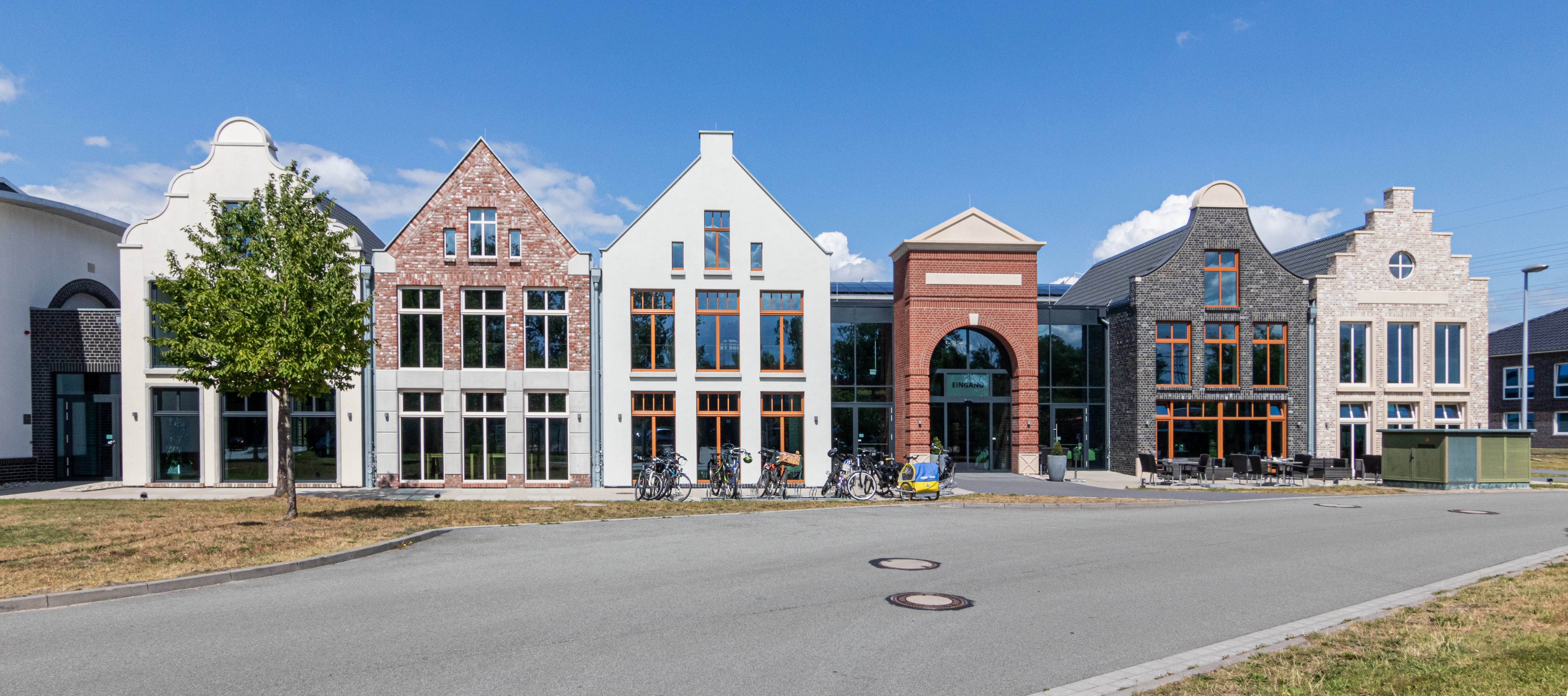
Eingangsbereich des Leeraner Miniaturlandes 2019

### Innenbereich

#### Indoor-Modellanlage
In der zuerst eingerichteten Halle werden im H0-Maßstab (1:87) unter anderem Häuser, Straßen mit Fahrzeugen, Eisenbahnen und Flüsse präsentiert, deren Vorbilder sich in der Realität innerhalb des geographischen Raumes befinden, welcher von den Ostfriesischen Inseln Borkum, Juist und Norderney im Norden, von Papenburg und Bourtange im Südwesten sowie Aurich im Osten begrenzt wird. Die Objekte sind in etwa entsprechend ihrer tatsächlichen Lage präsentiert; die freie Landschaft zwischen ihnen, große Teile des Wattenmeers und unbewohnte Teile der Inseln wurden weitgehend weggelassen.
In der vom Tageslicht abgeschirmten Anlage wird der Tageszeitenwechsel durch unterschiedliche Beleuchtung simuliert, die in den Betrachtern die Vorstellung des Tages, der Dämmerungen und der Nacht hervorrufen soll. Im Nachtmodus erfolgt die Beleuchtung der Hallen allein durch die Lichter, die in den Hausmodellen installiert sind.
Für die Ausstellung wurden bis 2011 rund 5000 Gebäude und Sehenswürdigkeiten, 15.000 Bäume und Büsche, 7000 Autos, 300 Züge und Waggons und etwa 250 Schiffe hergestellt. Die Gesamtlänge der Straßen und Eisenbahnstrecken betrug bis 2016 circa neun Kilometer. Nicht nur Eisenbahnzüge, sondern auch einige der Kraftfahrzeuge sind selbstständig unterwegs. Seit 2013 verkehrt das Modell eines von der Meyer Werft in Papenburg gebauten Kreuzfahrtschiffes auf der imaginären Ems. Die Anlage wurde bis 2016 mit über 110.000 Figuren ausgestattet.
Am 1. September 2016 wurde der Erweiterungsbau eröffnet. Im Erdgeschoss des Erweiterungsbaus sind bislang Szenen aus Bad Zwischenahn und Oldenburg zu betrachten. Neben Oldenburg und Bad Zwischenahn sollen nach Abschluss der Erweiterungsarbeiten die nördlich von Oldenburg liegenden Gebiete (vor allem Wilhelmshaven und das Harlingerland) dargestellt werden.
Im August 2017 übernahm das Leeraner Miniaturwunderland weite Teile der zuvor geschlossenen Modellanlage Loxx, die im Berliner Kaufhaus Alexa zu sehen war. Sie zeigt das Berliner Reichstagsviertel mit Reichstag, Bundeskanzleramt sowie das Schloss Bellevue und umfasst rund 1.000 Gebäude und 200 Züge. Der Umzug von Berlin nach Leer und der Wiederaufbau der Anlage wurden im Frühjahr 2018 abgeschlossen. Die Ausstellung befindet sich im Obergeschoss des Anbaus.
Im August 2018 wurde das in Leer hergestellte 80 Quadratmeter große Modell des Hauptstadtflughafens der Öffentlichkeit zugänglich gemacht.
Provisorisch sind einige bereits fertige Ausstellungsteile wie die Inseln Baltrum und Langeoog am Rand von Durchgängen aufgestellt. 

#### Modellausstellungen von Autos, Lkw und Lokomotiven
Seit 2013 ergänzen Modellausstellungen unabhängig von der Modellanlage das Leeraner Miniaturland. Sie bestehen aus über 2000 Modellautos und Modell-LKW verschiedener Maßstäbe sowie einer großen Sammlung von Hunderten Dampflokomotiven.

### Außenbereich

#### Garteneisenbahn

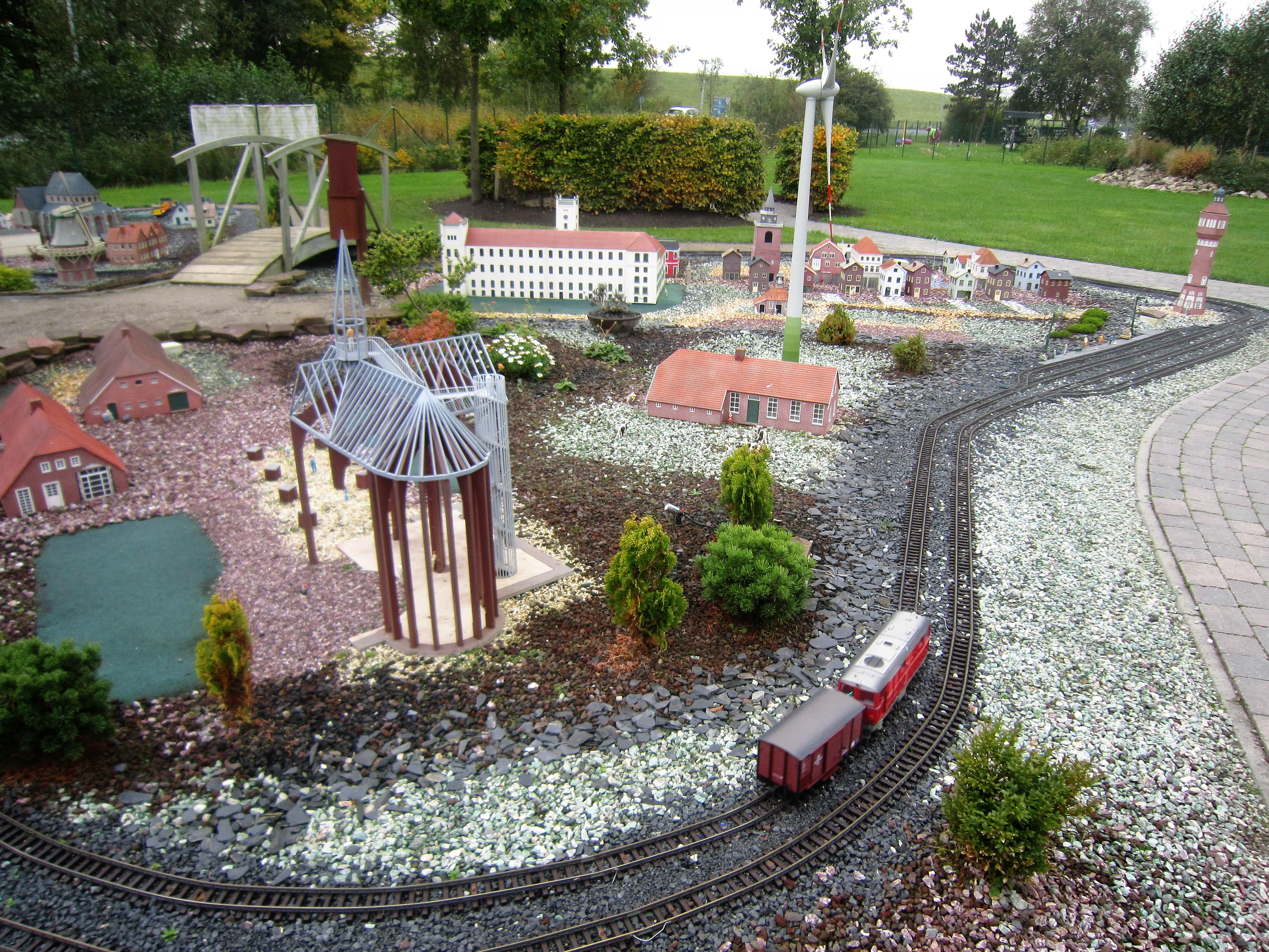
Außenbereich des Leeraner Miniaturlandes

Im Juni 2013 wurde eine steuerbare Garteneisenbahn im Maßstab 1:22 im Park des Miniaturlandes gebaut.

#### Minigolf-Anlage
Im Juli 2016 wurde eine 18-Loch-Minigolfanlage eröffnet, durch die der Gartenbereich um 5000 m² erweitert wurde. Bis 2020 soll von der Freifläche ein Areal von 2500 Quadratmetern bebaut werden.

## Organisation und Finanzen
Initiator des Leeraner Miniaturlandes ist der Software-Unternehmer Wolfgang Teske. Die Büros seiner Firma befinden sich in den Obergeschossen des Gebäudes im Nordwesten der Anlage. Bis 2014 investierte Teske 2,3 Millionen Euro in das Projekt Leeraner Miniaturland. Für die Erweiterung beabsichtigte er weitere vier Millionen Euro auszugeben. Die Anlage sei, so Teske, „eine Investition in ein touristisches Konzept. Das muss sich irgendwann rechnen.“ Vom Land Niedersachsen erhielt Teske Ende 2014 die Zusage einer einmaligen Förderung von 730.000 € als Wirtschafts- und Touristenförderung für die strukturschwache Region im äußersten Nordwesten Deutschlands. Auch der Ausschuss für Stadtentwicklung der Stadt Leer begrüßt Teskes „umfangreiche[s] Bauvorhaben“. Seiner Ansicht nach soll sich das Leeraner Miniaturland zur flächenmäßig größten Miniaturanlage der Welt entwickeln.
Für den Erwerb der Loxx-Anlage zahlte Teske eigenen Angaben zufolge „eine mittlere sechsstellige Summe“.

## Resonanz und Besucherzahlen
Kurz nach der Eröffnung 2011 war der damalige Vizekanzler und FDP-Chef Philipp Rösler zu Gast im Leeraner Miniaturland. Zwischen Juni und Dezember 2011 besuchten 38.880 Gäste das Miniaturland (im Durchschnitt also 216 Personen pro Öffnungstag); der Wohnsitz von 63 Prozent der Besucher lag weiter als 50 Kilometer von Leer entfernt.
Für das Jahr 2012 gab der Anlagenbetreiber Wolfgang Teske im Februar des Jahres 100.000 als „angepeilte“ Zahl der Besucher an. Erst im März 2013 betrat allerdings der einhunderttausendste Gast die Anlage. Bis Dezember 2014 wurden insgesamt 220.000 Besucher gezählt.
Ein Jahr nach der Eröffnung, im Sommer 2012, war eine Besucherzahl von 62.000 erreicht. Im Jahr 2015 zählte das Leeraner Miniaturland 64.000, im Jahr 2016 rund 72.500 Besucher.

## Auszeichnungen
Im September 2013 zeichnete die Tourismus Marketing Niedersachsen GmbH das Leeraner Miniaturland als ersten Betrieb im Feriengebiet „Südliches Ostfriesland“ als „besonders kinderfreundlich“ aus und zertifizierte es. Für dieses Zertifizierungsverfahren kontrollierte ein unabhängiger Prüfer 50 Kriterien in den Kategorien: Service, Sicherheit und Ausstattung.